# EHF Challenge Cup 2017/18
Am EHF Challenge Cup 2017/18 nahmen 40 Handball-Vereinsmannschaften teil, die sich in der vorangegangenen Saison in ihren Heimatländern für den Wettbewerb qualifiziert hatten. Es war die 18. Austragung des Challenge Cups. Titelverteidiger war der portugiesische Verein Sporting Lissabon. Die Pokalspiele begannen am 6. Oktober 2017, das zweite Finalspiel fand am 20. Mai 2018 statt. Im Finale konnte sich der rumänischen Verein AHC Potaissa Turda gegen den griechischen Vertreter AEK Athen durchsetzen.

## Modus
Der Wettbewerb startete mit Runde 2 mit 8 Spielen. Die Sieger zogen in Runde 3 ein, in der weitere höher gerankte Mannschaften einstiegen. Alle Runden wurden im K.-o.-System gespielt. Der Sieger des Finales war Gewinner des EHF Challenge Cups in der Saison 2017/18.

## Runde 2
|                      | Gesamt |                         | Hinspiel | Rückspiel |
| -------------------- | ------ | ----------------------- | -------- | --------- |
| RK Vogošća           | 54:48  | Holon HC                | 31:24    | 23:24     |
| Red Boys Differdange | 57:52  | HC Kauno Ąžuolas        | 32:26    | 25:26     |
| Taşova Yibo SK       | 0:20   | RK Mojkovac 2005        | 0:10     | 0:10      |
| Aloysians HC         | 32:73  | PAOK Thessaloniki       | 17:34    | 15:39     |
| ORK Šamot 65         | 75:45  | Cambridge HC            | 43:21    | 32:24     |
| Handball Käerjeng    | 69:58  | HC Donbass              | 32:30    | 37:28     |
| Vilniaus VHC Šviesa  | 48:61  | Dynamo Victor Stawropol | 24:25    | 24:36     |
| RK Konjuh Živinice   | 72:39  | Proodeftikos Paphos     | 39:15    | 33:24     |

## Runde 3
|                            | Gesamt |                     | Hinspiel | Rückspiel |
| -------------------------- | ------ | ------------------- | -------- | --------- |
| RK Konjuh Živinice         | 48:63  | AS Ramat haScharon  | 25:30    | 23:33     |
| RK Eurofarm Rabotnik       | 57:47  | HC Granitas Kaunas  | 28:24    | 29:23     |
| London GD HC               | 37:81  | AEK Athen           | 16:40    | 21:41     |
| Madeira Andebol SAD        | 81:32  | Parnassos Strovolou | 46:12    | 35:20     |
| HC Gomel                   | 54:63  | ÍBV Vestmannaeyja   | 27:31    | 27:32     |
| KH Trepča Mitrovica        | 49:75  | AHC Potaissa Turda  | 19:35    | 30:40     |
| Göztepe SK                 | 63:55  | PAOK Thessaloniki   | 35:26    | 28:29     |
| HC Visé BM                 | 79:63  | PGU Tiraspol        | 38:31    | 41:32     |
| B.S.B. Batumi              | 49:89  | MRK Zrinski Mostar  | 17:47    | 32:42     |
| Dynamo Victor Stawropol    | 66:57  | RK Sloga Požega     | 37:26    | 29:31     |
| MŠK Považská Bystrica      | 58:50  | RK Lovćen Cetinje   | 34:26    | 24:24     |
| RK Vogošća                 | 54:65  | Fyllingen Bergen    | 33:35    | 21:30     |
| SKIF Krasnodar             | 57:55  | Handball Käerjeng   | 31:27    | 26:28     |
| HC Berchem                 | 59:45  | ORK Šamot 65        | 26:21    | 33:24     |
| HK SNTU-SAS Saporischschja | 71:46  | RK Mojkovac 2005    | 36:20    | 35:26     |
| Red Boys Differdange       | 79:49  | HC Dobrudja Dobrich | 43:23    | 36:26     |

## Achtelfinals
|                            | Gesamt |                      | Hinspiel | Rückspiel |
| -------------------------- | ------ | -------------------- | -------- | --------- |
| RK Eurofarm Rabotnik       | 50:61  | Fyllingen Bergen     | 22:25    | 28:36     |
| MŠK Považská Bystrica      | 49:53  | Madeira Andebol SAD  | 25:23    | 24:30     |
| ÍBV Vestmannaeyja          | 53:46  | AS Ramat haScharon   | 32:25    | 21:21     |
| Dynamo Victor Stawropol    | 59:52  | Red Boys Differdange | 31:26    | 28:26     |
| MRK Zrinski Mostar         | 57:67  | SKIF Krasnodar       | 27:39    | 30:28     |
| AHC Potaissa Turda         | 68:53  | HC Visé BM           | 44:24    | 24:29     |
| Göztepe SK                 | 52:57  | AEK Athen            | 29:25    | 23:32     |
| HK SNTU-SAS Saporischschja | 59:65  | HC Berchem           | 29:34    | 30:31     |

## Viertelfinals
|                         | Gesamt |                     | Hinspiel | Rückspiel |
| ----------------------- | ------ | ------------------- | -------- | --------- |
| Dynamo Victor Stawropol | 48:55  | Madeira Andebol SAD | 27:27    | 21:28     |
| AHC Potaissa Turda      | 59:56  | Fyllingen Bergen    | 29:24    | 30:32     |
| AEK Athen               | 64:43  | HC Berchem          | 32:25    | 32:18     |
| SKIF Krasnodar          | 51:66  | ÍBV Vestmannaeyja   | 23:25    | 28:41     |

## Halbfinals
|                     | Gesamt |                    | Hinspiel | Rückspiel |
| ------------------- | ------ | ------------------ | -------- | --------- |
| Madeira Andebol SAD | 44:52  | AEK Athen          | 21:29    | 23:23     |
| ÍBV Vestmannaeyja   | 55:56  | AHC Potaissa Turda | 31:28    | 24:28     |

## Finale
Das Hinspiel fand am 14. Mai 2018 in Cluj-Napoca statt und das Rückspiel am 20. Mai 2018 in Marousi. Nach der Finalniederlage im letzten Jahr gelang AHC Potaissa Turda diesmal der erste Europapokalgewinn, es ist der 6. Titel einer rumänischen Mannschaft in diesem Wettbewerb.
|                    | Gesamt |           | Hinspiel | Rückspiel |
| ------------------ | ------ | --------- | -------- | --------- |
| AHC Potaissa Turda | 59:49  | AEK Athen | 33:22    | 26:27     |